# Hill Street giorno e notte
Hill Street giorno e notte (Hill Street Blues) è una serie televisiva statunitense di genere poliziesco, trasmessa dalla NBC per 7 stagioni dal 1981 al 1987.

## Episodi
| Stagione         | Episodi | Prima TV originale | Prima TV Italia |
| ---------------- | ------- | ------------------ | --------------- |
| Prima stagione   | 15      | 1981               | 1982            |
| Seconda stagione | 18      | 1981-1982          |                 |
| Terza stagione   | 22      | 1982-1983          |                 |
| Quarta stagione  | 22      | 1983-1984          |                 |
| Quinta stagione  | 23      | 1984-1985          |                 |
| Sesta stagione   | 22      | 1985-1986          |                 |
| Settima stagione | 22      | 1986-1987          |                 |

## Personaggi e interpreti
Durante le 7 stagioni dello show si sono alternate moltissime star: David Caruso, Andy García, Danny Glover, Linda Hamilton, Michael Ironside, Frances McDormand, Chris Noth, Edward James Olmos, Chazz Palminteri, Tim Robbins, Mimi Rogers, Ron Silver, Brent Spiner, Stan Shaw e Lawrence Tierney.

## Produzione
Ambientata in una città senza nome, la serie narra le vicende degli uomini di un distretto di polizia, in particolare del capitano Frank Furillo, ex alcolista e divorziato. La sua ex moglie, Fay, fa anch'ella parte del Distretto, così come l'avvocato Joyce, il serg. Esterhaus, il veterano del Vietnam ten. Hunter e molti altri.

## Accoglienza
Nell'arco delle sette stagioni ha vinto due volte il Golden Globe come Miglior serie drammatica (1982 e 1983) e altri 51 premi televisivi statunitensi, su 95 nomination: il protagonista della serie, Daniel J. Travanti nel ruolo del capitano di polizia Frank Furillo, ha anch'egli vinto un Golden Globe come Miglior attore in una serie drammatica (1982, con 5 nomination consecutive, dal 1982 al 1986) e due Emmy Awards per il Miglior attore in una serie drammatica (1981 e 1982, anche qui con 5 nomination consecutive, dal 1981 al 1985).

### Critica
Aldo Grasso del film scrive: "Hill Street giorno e notte non mette in scena solo la lotta contro il crimine [...] ma anche quella, ben più radicale, dell'uomo contro il male, contro il caos. [...] È la prima volta che un telefilm punta alla più alta qualità narrativa attingendo energie dalla cronaca dei giornali, dalla letteratura, dal jazz, dal rock dai fumetti. In Hill Street non ci sono eroi solitari o atmosfere patinate ma un gruppo di combattivi agenti di polizia in un commissariato periferico caotico e polveroso. [...] L'happy end non sempre è scontato.".

## Spin-off
- La serie ebbe un breve spin-off: Beverly Hills Buntz (1987-1988), durato una sola stagione, in cui vennero filmati 13 episodi ma ne vennero trasmessi solo 9: il personaggio interpretato da Dennis Franz, Norman Buntz, veste i panni di un investigatore privato. Più che una serie poliziesca vera e propria, Beverly Hills Buntz (i cui episodi durano circa mezzora l'uno) è un mix fra telefilm e sit-com.